# Frans Bonduel
Frans Bonduel (Baasrode, Dendermonde, 26 de setembre de 1907 - Baasrode, Dendermonde, 25 de febrer de 1998) fou un ciclista belga, professional entre els anys 1928 i 1947. Durant la seva carrera professional aconseguí 53 victòries, d'entre les quals destaquen un Tour de Flandes (1930), dues París-Brussel·les (1934, 1939) i una París-Tours (1939).

## Palmarès
- 1929
  - 1r del Critèrium de Midi i una victòria d'etapa
  - 1r del Circuit de Bèlgica
  - 1r del Gran Premi de Wilrijk
- 1930
  - 1r del Tour de Flandes
  - 1r de la París-Lilla
  - 1r a la Copa Sels
  - 1r del Gran Premi de Wilrijk
  - 1r del Gran Premi de Stekene
  - 1r del Gran Premi de Mere
- 1931
  - 1r del Circuit de Morbihan i d'una victòria d'etapa
  - 1r del Premi de Lokeren
- 1932
  - Campió de Flandes Occidental
  - 1r del Tour de Flances
  - 1r del Premi de Dendermonde
  - 1r del Premi d'Hemiksem
  - 1r del Premi de Sint-Niklaas
- 1933
  - 1r a la Volta a Limburg
- 1934
  - 1r de la París-Brussel·les
  - 1r del Premi de Troyes
- 1935
  - 1r del Premi d'Hesbaye
- 1936
  - 1r del Gran Premi de Saint-Junien
  - 1r del Premi de Lochristi
  - 1r del Premi de Mons
  - 1r del Premi de Waregem
  - Vencedor d'una etapa a la Volta a Catalunya
- 1937
  - 1r a la Copa Sels
  - 1r de la Marsella-Lió
- 1938
  - 1r del Premi de Pont-de-Loup
  - 1r del Premi de Ligny
  - 1r del Premi de Dendermonde
- 1939
  - 1r a la París-Tours
  - 1r a la París-Brussel·les
  - Vencedor d'una etapa a la París-Niça
- 1941
  - 1r del Premi de La Louvière
  - 1r del premi d'Yvoir
- 1942
  - 1r del Premi de Deerlijk
  - 1r del premi d'Alken
  - 1r del Premi de Sint-Gillis-Waas
- 1943
  - 1r del Premi de Puurs
- 1946
  - Vencedor d'una etapa a la París-Niça
  - 1r del Premi de Spalbeek
  - 1r del Premi de Herstal
  - 1r del Premi de Diepenbeek

### Resultats al Tour de França
- 1929. 12è de la classificació general
- 1930. 7è de la classificació general i vencedor d'una etapa
- 1932. 6è de la classificació general i vencedor de dues etapes
- 1934. 18è de la classificació general